# José Escolano y Fenoy
José Escolano Fenoy Vázquez Magaña Obregón (Granada, 4 de febrero de 1805 - † Granada, 21 de julio de 1854) religioso español, obispo de Jaén del 17 de diciembre de 1847 hasta el 21 de julio de 1854.
Ocupó el cargo de canónigo lectoral del cabildo de la Catedral de Jaén hasta el 17 de diciembre de 1847, fecha en la que fue propuesto para obispo de la misma. En ese tiempo fue profesor del Colegio de Nuestra Señora de la Capilla (Colegio de humanidades de Jaén) en el que dio clases y tuvo gran influencia en la educación de Juan Manuel Orti y Lara, con el que se casó su hermana. 
Ocupó el cargo de obispo de Jaén a partir del 23 de abril de 1848, después de estar la diócesis vacante durante 10 años. En su tiempo se firmó el concordato de 1851 entre el reino de España y la Santa Sede. Fue nombrado también senador del reino (1853), aunque no llegó a ocupar el cargo. Tras una breve enfermedad, murió el 21 de julio de 1854 en la ciudad de Granada a donde había acudido para asistir a la consagración del arzobispo de aquella ciudad.
| Predecesor: Diego Martínez Carlón y Teruel | Obispo de Jaén 1847 - 1854 | Sucesor: Tomás Roda Rodríguez |